# Marin Mersenne
Marin Mersenne (ur. 8 września 1588 w pobliżu Oizé, zm. 1 września 1648 w Paryżu) – francuski duchowny katolicki i uczony: teolog, filozof, matematyk i teoretyk muzyki; członek zakonu minimitów.
W matematyce zajmował się m.in. teorią liczb.

## Życiorys
Nauki pobierał w Le Mans i sławnym kolegium jezuickim w La Flèche, gdzie zawarł wieloletnią przyjaźń z Kartezjuszem, który także był uczniem tej szkoły. Do nowicjatu minorytów wstąpił w 1611 w podparyskiej miejscowości Nigeon. W latach 1614–1620 był profesorem filozofii w Nevers.
Prowadził ożywioną korespondencję naukową, m.in. z Fermatem i Pascalem a zwłaszcza ze swoim przyjacielem Kartezjuszem. Potępiał poglądy Różokrzyżowców przeciwstawiając się „nauce tajemnic i sekretów” na rzecz nieskrępowanej wymiany poglądów pomiędzy uczonymi. Postulował aby opracować encyklopedię służącą wszystkim pokoleniom.
W dziele Cogitata Physico-Mathematica z 1644 roku napisał, że liczby postaci {\displaystyle 2^{n}-1} (nazywane dziś liczbami Mersenne’a) są pierwsze dla n = 2, 3, 5, 7, 13, 17, 19, 31, 67, 127, 257. Dopiero później wykazano, że twierdzenie to jest nieprawdziwe dla n = 67 i 257. Jeżeli Mersenne miał na myśli twierdzenie: liczba {\displaystyle 2^{n}-1} jest pierwsza dla n będącego liczbą pierwszą, to nie uwzględnił on liczb n = 61, 89, 107.
Interesował się także optyką, mechaniką i akustyką. Wyznaczył długość wahadła sekundowego. Jako pierwszy zmierzył prędkość dźwięku w powietrzu (opisał to w Harmonie universelle), uzyskując (w przeliczeniu) wynik ok. 450 m/s, wyższy o przeszło 100 m/s od prędkości rzeczywistej. Te badania kontynuował Joseph Sauveur.
Jego nazwiskiem nazwano krater Mersenius znajdujący się na Księżycu.

## Dzieła
Główne dzieła Mersenne’a to:
- Quaestiones celeberrimae in Genesim (Paris, 1623) – pismo skierowane przeciw ateistom i deistom, które, podobnie jak wiele innych dzieł Mersenne’a, ukazało się drukiem tylko we fragmentach.
- L'impiété des déistes et des plus subtils libertins découverte et réfutée par raisons de théologie et de philosophie (Paris, 1624)
- La vérité des sciences contre les sceptiques et les pyrrhoniens (Paris, 1625)
- Questions theólogiques, physiques, morales et mathématiques (Paris, 1634)
- Questions inouïes, ou récréations des savants (Paris, 1634); Les mécaniques de Galilée (Paris, 1634) – przekład z włoskiego
- Harmonie universelle, contenant la théorie et la pratique de la musique (Paris, 1636–7)
- Nouvelles découvertes de Galilée i Nouvelles pensées de Galilée sur les mécaniques (Paris, 1639) – przekłady
- Cogitata physico-mathematica (Paris, 1644)
- Euclidis elementorum libri, Apollonii Pergæ conica, Sereni de sectione coni, etc. (Paris, 1626) – wybór przekładów tekstów matematyków starożytnych, wydany ponownie z różnymi dodatkami pt. Universae geometriae mixtaeque mathematicae synopsis (Paris, 1644)